# Wolfgang Peschorn
Wolfgang Peschorn (Vienna, 17 maggio 1965) è un politico austriaco, Ministro dell'interno dal 3 giugno 2019 al 7 gennaio 2020.

## Biografia
Peschorn è cresciuto tra Graz e Vienna, laureandosi in giurisprudenza presso l'Università di Vienna.
Il 3 giugno 2019 è stato nominato ministro dell'interno da Brigitte Bierlein.